# No Ordinary World
No Ordinary World es el decimoséptimo álbum de estudio del músico británico Joe Cocker, publicado por la compañía discográfica Parlophone en septiembre de 1999 en Europa. En los Estados Unidos, el álbum fue publicado un año después, el 22 de agosto de 2000, con dos temas extra y una portada diferente. El álbum incluyó versiones de temas como "First We Take Manhattan" de Leonard Cohen y "She Believes in Me", coescrita con Bryan Adams, quien también contribuyó en los coros de la grabación.
A pesar de no entrar en la lista estadounidense Billboard 200 y de llegar solo al puesto 49 en la británica UK Albums Chart, No Ordinary World obtuvo un mayor éxito en países europeos como Alemania, Austria, Bélgica y Noruega, donde llegó al top 10 de las listas de discos más vendidos. El álbum fue certificado disco de platino en Alemania al vender más de medio millón de copias en el país, y oro en Francia y Suiza al vender 100 000 y 25 000 unidades respectivamente en cada país.

## Lista de canciones
1. «First We Take Manhattan» – 3:44 (Leonard Cohen)
2. «Different Roads» – 4:58 (Stephen Allen Davis, Steve DuBerry)
3. «My Father's Son» – 4:29 (Graham Lyle, Conner Reeves)
4. «While You See a Chance» – 3:51 (Will Jennings, Steve Winwood)
5. «She Believes in Me» – 4:44 (Bryan Adams, Eliot Kennedy)
6. «No Ordinary World» – 3:52 (Lars Anderson, Stephen Allen Davis)
7. «Where Would I Be Now» – 5:27 (Michael McDonald, Tony Joe White)
8. «Ain't Gonna Cry Again» – 4:06 (Peter Cox, Peter-John Vettese)
9. «Soul Rising» – 3:57 (Peter Cox, Graham Gouldman, Peter-John Vettese)
10. «Naked Without You» – 4:31 (Rick Nowels, Andrew Roachford, Billy Steinberg)
11. «Love to Lean On» – 4:17 (Steve Diamond, Wayne Kirkpatrick)
12. «On My Way Home» – 4:13 (Jean-Jacques Goldman, Michael Jones)
13. «Lie to Me» – 4:01 (J. McCabe, David Z)
14. «Love Made a Promise» – 5:03 (Paul Brady, Mark Nevin)

## Personal
- Joe Cocker – voz
- Jean-Jacques Goldman – guitarra acústica, teclados y coros
- Billy Lang – guitarra
- Steve McEwan – guitarra acústica
- Tim Pierce – guitarra
- Steve Power – guitarra
- Adam Seymour – guitarra
- Michael Thompson – guitarra
- Patrice Tison – guitarra
- Guy Delacroix – bajo
- Neil Stubenhaus – bajo
- Neil Harland – bajo
- C. J. Vanston – teclados, sintetizador, Fender Rhodes, orquestación
- David Clayton – sintetizador
- Spike Edney – sintetizador
- J. Neil Sidwell – trombón, saxofón barítono y saxofón tenor
- Chistopher Deschamps – batería
- Jeremy Stacey – batería
- Andy Duncan – percusión
- Steve Sidwell – sobregrabaciones
- Bryan Adams – coros
- Tommy Blaize – coros
- Mary Carewe – coros
- Lance Ellington – coros
- Natalie Jackson – coros
- Mortonette Jenkins – coros
- Marlena Jeter – coros
- Katie Kissoon – coros
- Keith Murrell – coros
- Gavyn Wright – conductor
- Michael Bigwood – orquestación
- Chris Cameron – orquestación
- Richard Niles – orquestación

## Posición en listas
| País              | Lista                 | Posición |
| ----------------- | --------------------- | -------- |
| Alemania          | Media Control Charts  | 3        |
| Austria           | Austrian Albums Chart | 5        |
| Bélgica (Flandes) | Ultratop 200          | 7        |
| Bélgica (Valonia) | Ultratop 200          | 11       |
| Francia           | SNEP Albums Chart     | 12       |
| Noruega           | VG-lista Albums Chart | 2        |
| Países Bajos      | Dutch Top 40          | 30       |
| Reino Unido       | UK Albums Chart       | 49       |
| Suecia            | Swedish Albums Chart  | 50       |
| Suiza             | Swiss Albums Chart    | 4        |

| Sencillo          | País        | Lista            | Posición |
| ----------------- | ----------- | ---------------- | -------- |
| «Different Roads» | Reino Unido | UK Singles Chart | 99       |

## Certificaciones
| País     | Organismo certificador | Certificación | Ventas certificadas | Ref.   |
| -------- | ---------------------- | ------------- | ------------------- | ------ |
| Alemania | BVMI                   | Platino       | 500 000             | [ 6 ]  |
| Francia  | SNEP                   | Oro           | 100 000             | [ 7 ]  |
| Suiza    | IFPI                   | Oro           | 25 000              | [ 15 ] |